# Ostjuden

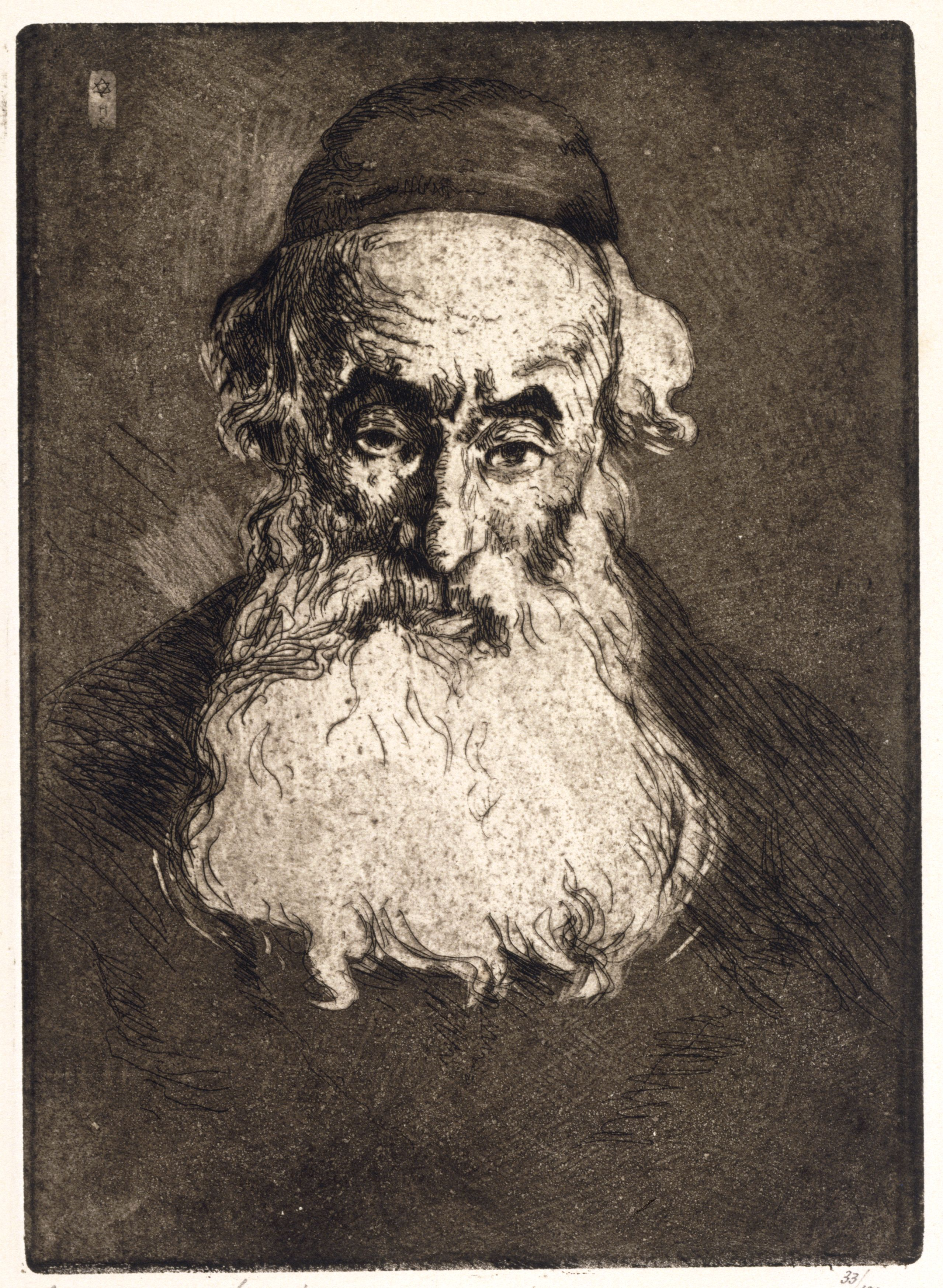
Hermann Struck, Chacham, en face (Hakham, di fronte), 1932, puntasecca, acquatinta

Nella prima metà del Novecento, in Germania e Austria erano detti Ostjuden (in tedesco, "ebrei dell'Est") gli ebrei dell'Europa centro-orientale. Il termine aveva spesso una connotazione spregiativa e, al pari di epiteti più antichi, sottintendeva qualità negative che il razzismo tedesco attribuiva agli ebrei dell'Est sin dall'Ottocento. Poiché nella figura dello Ostjude convergevano antisemitismo, antislavismo e xenofobia, l'ostilità verso il gruppo era condivisa anche da ebrei tedeschi assimilati, i quali a volte reagivano con paura e disprezzo all'immigrazione di ebrei che parlavano yiddish, vestivano diversamente, praticavano il culto ortodosso e versavano in povertà estrema. Altre componenti del mondo ebraico tedesco furono invece affascinate dagli ebrei dell'Est, e vi guardarono con simpatia e ammirazione, vedendo in loro una vita e una religiosità più autentiche, una resistenza ai valori borghesi, il prototipo di un'identità ebraica non assimilata e incorrotta.
Diffuso nella propaganda antisemita völkisch e nazista (anni Venti-Trenta del XX secolo), il termine Ostjude, dagli anni Ottanta, ha impiego neutro negli studi di storia ebraica. Nel mondo ebraico di lingua tedesca e in Israele, l'Ostjude si contrappone allo Yekke (o Jecke), stereotipo dell'ebreo tedesco, borghese, ampiamente assimilato alla cultura occidentale.

## La parolaOstjude

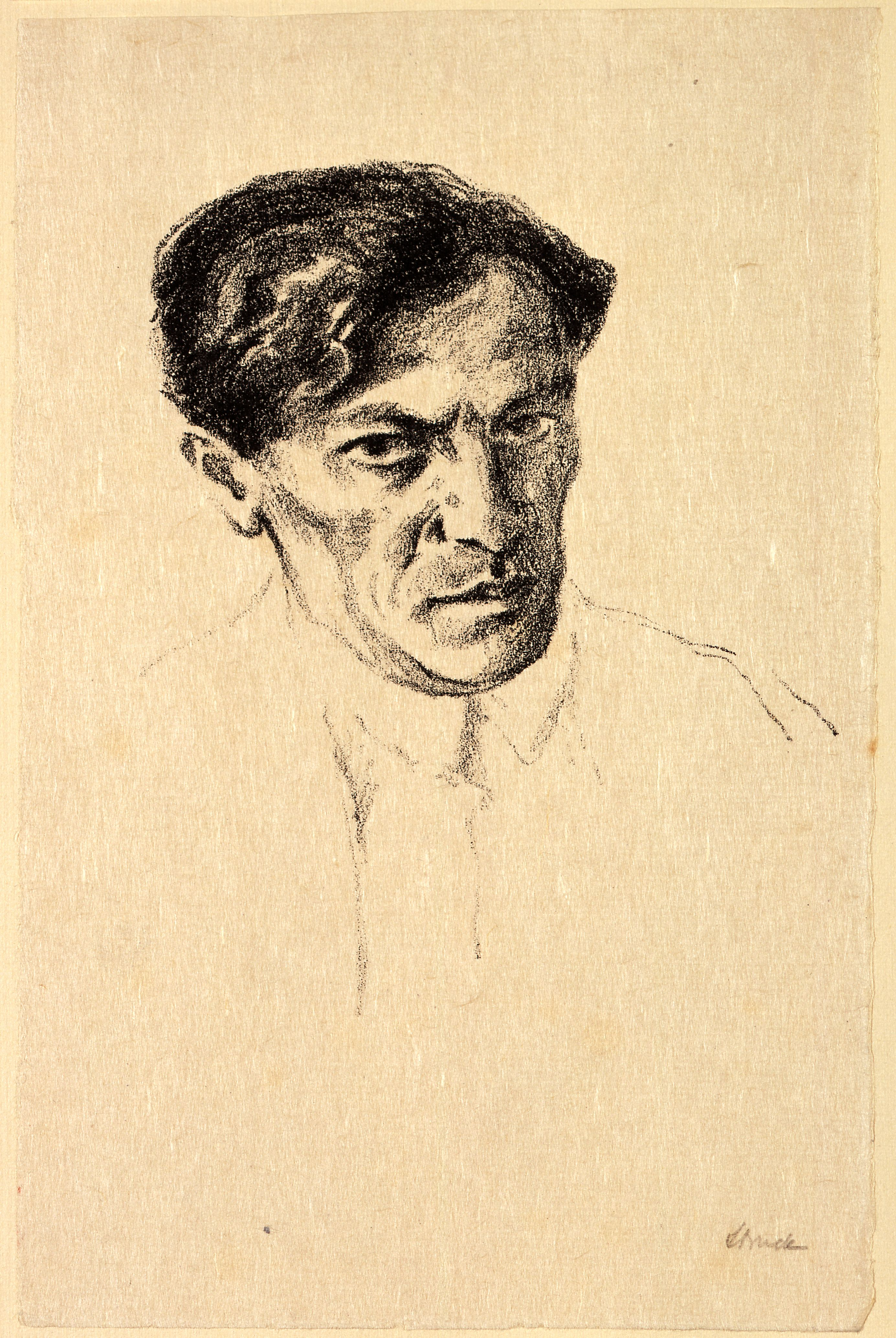
Hermann Struck, L'attore Kowalsky (Vilna), litografia dal portfolio Skizzen aus Russland. Ostjuden ("Schizzi dalla Russia. Ebrei dell'Est") 1916 circa

L'origine della parola Ostjude ("ebreo dell'Est") nel dibattito pubblico tedesco è difficile da tracciare. La sua paternità è stata spesso attribuita allo scrittore e giornalista ebreo Nathan Birnbaum, ma il punto è controverso. È però certo che il termine assunse presto una connotazione spregiativa, specie intorno alla prima guerra mondiale, quando divenne popolare e si affiancò a epiteti più antichi come Schnorrer ("scroccone"), Betteljude ("mendicante ebreo"), Polacke ("polacco", spregiativo).
In questa accezione spregiativa, la parola richiamava le qualità negative – pigrizia, sporcizia, promiscuità, ignoranza, meschinità, ecc. – che il razzismo tedesco aveva attribuito agli ebrei dell'Europa centro-orientale sin dall'Ottocento, se non già dalla fine del Settecento. Sulla figura dello Ostjude convergevano e si sommavano antisemitismo, antislavismo e xenofobia, cosicché l'ostilità nei suoi confronti poteva essere condivisa sia da tedeschi non-ebrei schiettamente antisemiti, come lo storico Heinrich von Treitschke, che allertava contro il pericolo rappresentato dalla «tribù» degli ebrei polacchi, estranea alla «essenza europea e germanica», sia dagli stessi ebrei tedeschi. Nel giornalista Hugo Ganz, ad esempio, la «pigrizia», il «sudiciume» e la «perpetua inclinazione all'inganno» degli ebrei orientali facevano nascere il «desiderio perverso» e «disumano» che «questa parte della popolazione polacca non esistesse proprio»; l'avvocato Max Naumann scriveva che per gli ebrei tedeschi lo Ostjude era uno straniero, «straniero quanto ai sentimenti, straniero quanto allo spirito, fisicamente straniero»; per il futuro ministro degli esteri tedesco Walther Rathenau, gli ebrei dell'Est erano «una tribù di persone particolarmente estranee», una «orda asiatica sulle sabbie della Marca», non «un membro vivente del popolo, ma un organismo alieno nel suo corpo». Tracce dei pregiudizi diffusi contro gli Ostjuden si trovano nell'opera dello scrittore Karl Emil Franzos e nei ricordi autobiografici di Stefan Zweig.
Discorsi ufficiali e commenti privati pieni di ostilità e disprezzo verso gli ebrei dell'Est, già presenti nella comunicazione di Otto von Bismarck, si diffusero a partire dagli anni Ottanta dell'Ottocento, quando nacque in Germania l'antisemitismo politico. In un discorso parlamentare del 1904 il cancelliere Bernhard von Bülow etichettava degli ebrei orientali come Schnorrers e cospiratori. Negli anni Venti e Trenta del Novecento la propaganda völkisch e nazista si appropriò della parola e dello stereotipo razzista dello Ostjude, come si evince dal film L'ebreo errante (1940) e dalla retorica politica del Völkischer Beobachter, di Goebbels e di altre figure del regime che agitavano il "pericolo degli Ostjuden". In realtà, la questione degli Ostjuden era una invenzione della propaganda antisemita perché la stragrande maggioranza degli immigrati attraversava il paese per raggiungere i porti da cui imbarcarsi per l'America e altre destinazioni e non aveva alcuna intenzione di fermarsi in Germania – paese inospitale, in cui un'autonoma e fiorente cultura ebraica era impossibile. L'invenzione era comunque efficace e già negli anni della Repubblica di Weimar aveva provocato persecuzioni contro gli Ostjuden, soprattutto sotto forma di deportazioni, internamento nei campi e aggressioni violente; anche il processo di naturalizzazione rischiava di essere particolarmente lungo e difficile quando il richiedente era un fremdstämmiger Ostjude (ebreo dell'Est di origine straniera).

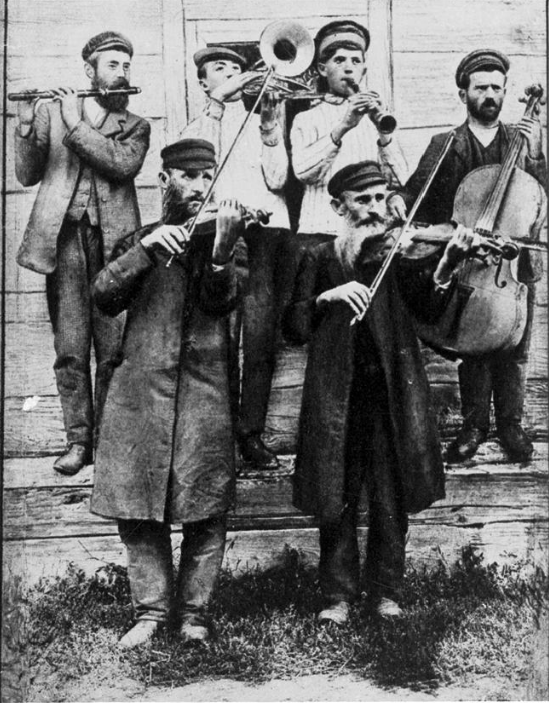
Musicisti klezmer a un matrimonio, Ucraina, 1925 circa

La parola Ostjude fu usata anche in modo neutrale, senza attribuirle un'accezione negativa, da intellettuali ebrei come Birnbaum e altri che, soprattutto negli anni precedenti alla prima guerra mondiale, cercarono di ricomporre la frattura tra le due componenti dell'ebraismo tedesco, quella autoctona e quella immigrata, presentando un'immagine positiva degli ebrei dell'Europa centro-orientale, a volte sino al punto della idealizzazione (cfr. infra Gli ebrei dell'Europa centro-orientale in Germania). Inoltre, la parola è usata in modo neutrale, quantomeno a partire dagli anni Ottanta, negli studi di storia e cultura ebraica.
Nel mondo ebraico di lingua tedesca e in Israele, lo Ostjude si contrappone allo Yekke (o Jecke), che è lo stereotipo dell'ebreo tedesco, borghese, largamente assimilato alla cultura europeo-occidentale. Nelle conversazioni quotidiane e nella lingua scritta, Yekke è spesso usato come sinonimo di snobismo e insensibile meticolosità, mentre la parola Ostjude evoca l'immagine dell’ebreo vittimizzato dai propri simili.

## Gli ebrei dell'Europa centro-orientale in Germania

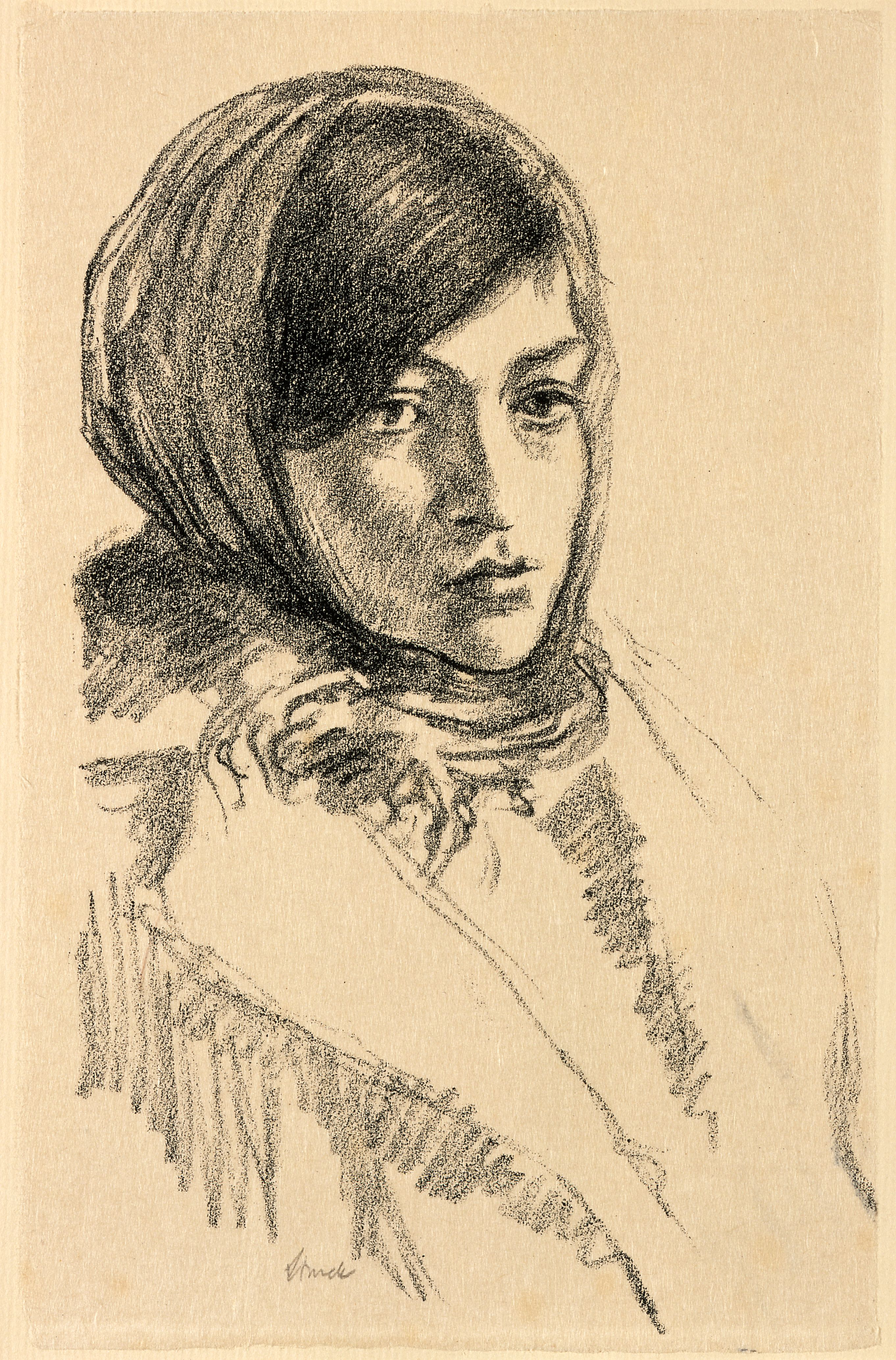
Hermann Struck, Luba (Białystok), litografia dal portfolio Skizzen aus Russland. Ostjuden ("Schizzi dalla Russia. Ebrei dell'Est") 1916 circa

Lo stereotipo dello Ostjude si sviluppò nel corso della prima metà dell'Ottocento, anche se il termine divenne popolare solo durante e dopo la prima guerra mondiale, quando in Germania si iniziò a lamentare il "pericolo degli ebrei orientali" (Ostjudengefahr) o la "questione degli ebrei orientali" (Ostjudenfrage). Secondo il pregiudizio diffuso tra i tedeschi, compresi gli ebrei tedeschi assimilati, gli ebrei provenienti dall'Europa centro-orientale erano sporchi, rumorosi, rozzi, culturalmente arretrati e immorali – ai loro occhi essi apparivano come una comunità etnica distinta e inferiore. Inoltre, gli ebrei in generale e quelli dell'Est in particolare erano accusati di essere disonesti, truffatori, traditori della patria, agenti del nemico e rivoluzionari comunisti. Steven E. Aschheim ha ricondotto l’immagine stereotipata dello Ostjude alla divaricazione tra un occidente in cui gli ebrei erano emancipati, assimilati e imborghesiti, e un oriente in cui persistevano l'esclusione politica degli ebrei e la cultura ebraica tradizionale; tale divaricazione nell'Otto e Novecento avrebbe prodotto una crisi della società ebraica europea e della sua solidarietà internazionale.
La differenza tra ebreo tedesco ed ebreo europeo-orientale in Germania poteva sembrare radicale. L'ebreo tedesco era già relativamente ben assimilato e quasi non parlava più lo yiddish. Questa lingua era spregiativamente chiamata "gergo" (Jargon) e il suo uso corrente era ritenuto incompatibile con l'accesso alla cultura superiore; tutti i settori della società ebraica tedesca erano chiamati, nel loro percorso verso la modernizzazione e l'acculturazione, ad abbandonare la propria lingua. Oltre che per lingua e accento, gli ebrei orientali sembravano peculiari per il loro abito (caffettano e cernecchi), la stretta educazione talmudica, la diffusione del misticismo chassidico – agli antipodi dei valori illuministi e borghesi degli ebrei occidentali in via di assimilazione – e per le condizioni di povertà estrema in cui versavano, nei ghetti bui e sovraffollati delle grandi città, nella chiusa arretratezza degli shtetls, in fuga da pogrom e persecuzioni. Alla povertà economica si accompagnava la mancanza di diritti politici: se in Occidente l'emancipazione degli ebrei aveva fatto seguito alla rivoluzione francese e si era compiuta ovunque nel corso dell'Otto e Novecento, in Russia l'antisemitismo ufficiale si era manifestato con violenza ancora negli anni Ottanta dell'Ottocento.

### In fuga dai pogrom dell'Impero russo

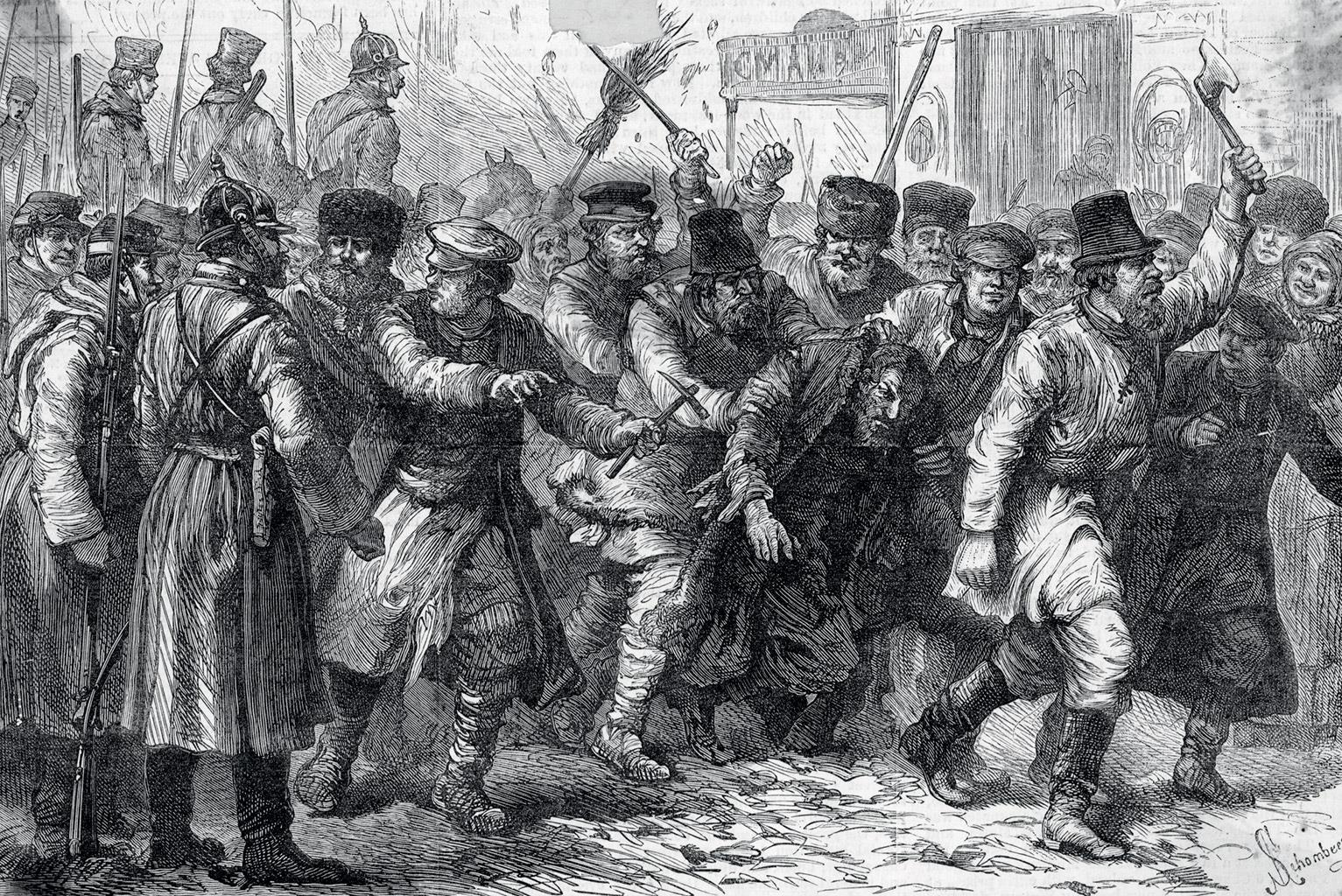
Pogrom a Kiev (1881). Un ebreo viene maltrattato mentre i soldati osservano

Un'ondata di pogrom nella Russia meridionale e in Ucraina negli anni 1881-1884 era stata seguita da misure repressive e politiche statali antisemite, provocando una spinta all'emigrazione di massa senza precedenti nella storia dell'ebraismo orientale. Tra il 1881 e il 1914 un numero compreso tra i 2,4 e i 2,7 milioni di ebrei abbandonarono l'Europa per l'America, il Sudafrica, la Palestina e l'Oceania. La maggior parte di questi emigranti passò attraverso la Germania per raggiungere i porti di Amburgo, Brema o altre città dell'Europa occidentale. Flussi consistenti di ebrei orientali, spesso composti dagli strati più poveri e meno acculturati della popolazione, raggiunsero le comunità di ebrei emancipati dell'Europa occidentale, provocando reazioni di sgomento e ostilità nei confronti della «enorme, disordinata e interminabile armata di lontani cugini dell'Est».
In Francia e Gran Bretagna si levarono proteste contro "l'invasione straniera" di lavoratori non qualificati disposti ad accettare qualsiasi salario e riemersero la xenofobia e i sentimenti antisemiti mai sopiti della popolazione autoctona. In Germania, a causa della persistente rilevanza pubblicistica dell'appartenenza confessionale (alla condizione di ebreo membro di una comunità religiosa formalmente stabilita erano associati speciali diritti e doveri), l'afflusso di ebrei orientali pose un problema peculiare di integrazione con le comunità locali. Gli ebrei tedeschi temevano che gli immigrati dall'Est li squalificassero agli occhi dei connazionali non ebrei, anche perché l’allarme per l'arrivo di ebrei orientali era spesso agitato dalla pubblicistica antisemita contro la minoranza ebraica nazionale. Inoltre, l'ostilità degli ebrei tedeschi dipendeva anche dall'orientamento ortodosso tradizionalista degli ebrei orientali, opposto a quello liberale-riformista prevalente nell'ebraismo tedesco, che creava tensioni nelle vita delle sinagoghe e rivalità nell'ordinazione dei rabbini.

### Il "culto degliOstjuden"

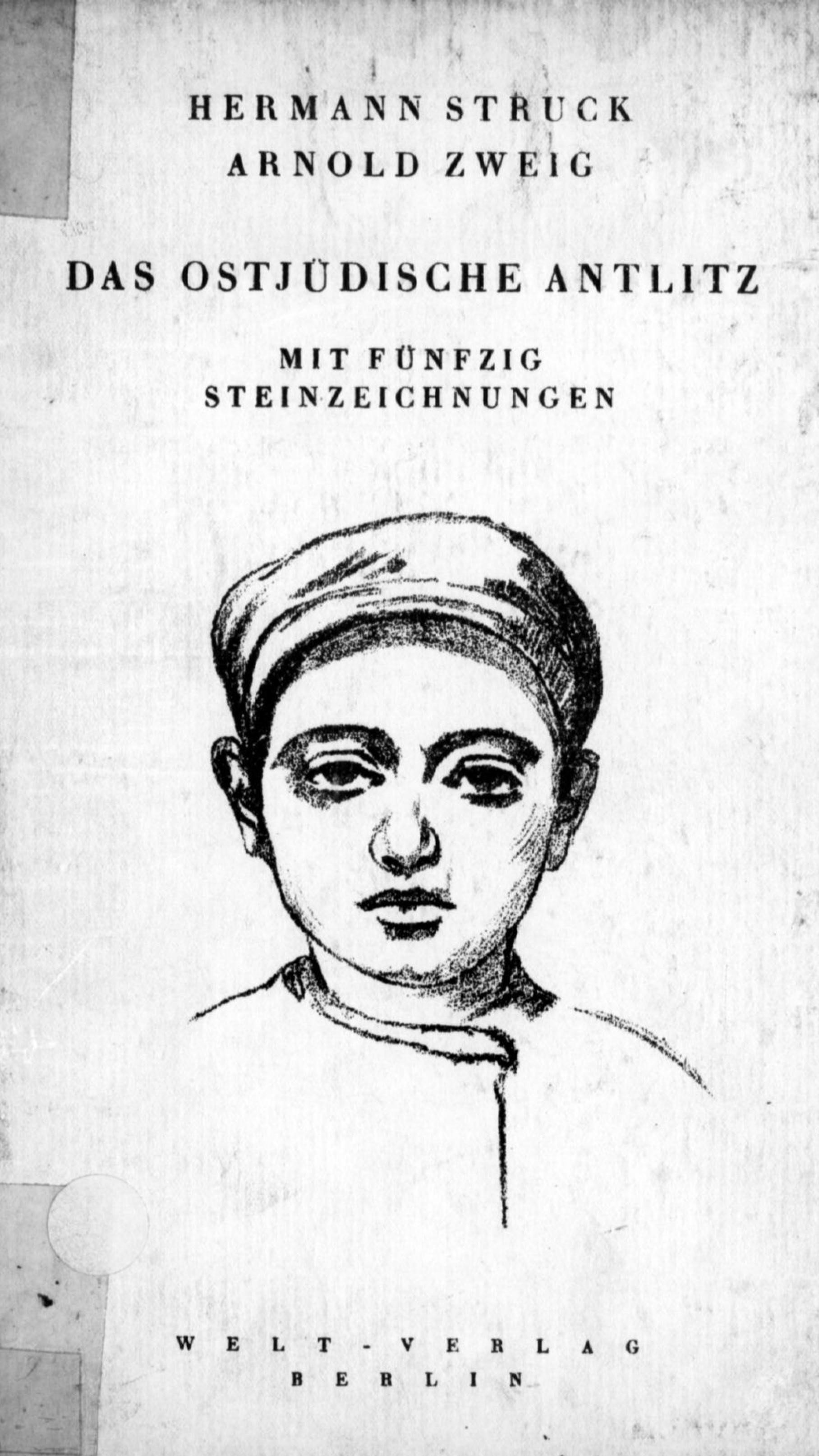
Copertina del libro Das ostjüdische Antlitz (1920) di Arnold Zweig, illustrazioni di Hermann Struck

L'atteggiamento degli ebrei tedeschi verso i correligionari dell'Est non fu solo segnato da ostilità o disprezzo. Già nell'Ottocento, scrittori come Leopold Kompert e Aron Bernstein avevano raffigurato «con simpatia e calore umano la vita del ghetto, stilizzandola nella Gemütlichkeit in una calda intimità». Nel Novecento, una peculiare interpretazione della frattura tra ebrei occidentali e orientali si trova nell'opera di quegli intellettuali ebrei che idealizzarono la figura dell'ebreo orientale per farne il protagonista di una forma di vita o di religiosità più autentica e di una resistenza ai valori della società borghese e della modernizzazione capitalista. Tracce di questa ispirazione di fondo, che possono già essere colte nella corrispondenza di Heinrich Heine, divennero un tema significativo nell'opera di Joseph Roth, nei racconti chassidici di Martin Buber, nell'Alfred Döblin di Viaggio in Polonia, e nell'opera dello stesso Kafka, che sarebbe segnata, secondo l'interpretazione di Giuliano Baioni, dalla angosciosa «consapevolezza della frantumazione dell'unità ostjüdisch».
Uno dei principali esponenti del "culto degli Ostjuden" fu Arnold Zweig. Influenzato dalle opere chassidiche di Buber, Arnold Zweig si sentiva estraneo all'ebraismo tedesco istituzionale e al sionismo ufficiale. Il suo libro Das ostjüdische Antlitz ("Il volto ebraico orientale") del 1920 era accompagnato dalle illustrazioni di Hermann Struck: «Questo libro parla degli ebrei orientali come qualcuno che ha cercato di vederli». I ritratti di Struck, di bella fattura, invertivano lo stereotipo, perché «il volto dell'ebreo orientale non era orrendo né depravato, ma rifletteva bellezza, forza nascosta e grande sensibilità».
Anche il filosofo neokantiano Hermann Cohen, uno dei principali intellettuali dell’ebraismo tedesco, celebrò la serena forza d'animo e la nobile naturalezza degli Ostjuden. Soprattutto prima della Prima guerra mondiale, gli intellettuali che collaboravano con la rivista Ost und West ("Oriente e occidente") si impegnarono nel fare conoscere agli ebrei tedeschi la cultura degli ebrei orientali, ed esponenti del mondo ebraico tedesco, come il rabbino di orientamento liberale Felix Goldmann, espressero l'idea di una fondamentale unità di interessi e solidarietà degli ebrei tedeschi nei confronti degli ebrei dell'Est: «Oggi la marea va contro gli ebrei polacchi, domani contro gli ebrei naturalizzati, dopodomani contro i cittadini tedeschi stabiliti». La scoperta dello Ostjude nei campi di sterminio nazisti e il sentimento di fratellanza nei suoi confronti sono anche il tema di una poesia di Primo Levi raccolta in Ad ora incerta.
L'ambivalenza degli ebrei tedeschi nei confronti dei correligionari dell'Est trovò un'espressione politica nei dibattiti interni al movimento sionista. Il sionismo si propose di ricomporre la frattura tra ebrei occidentali e orientali all'insegna della comune identità nazionale del popolo ebraico: com'ebbe a dire Theodor Herzl nel 1897, il sionismo portava con sé la possibilità, prima impensabile, di una «stretta alleanza tra gli elementi dell’ebraismo ultra-moderni e ultra-conservatori [...] su una base nazionale». In concreto questa alleanza poteva essere intesa come soccorso degli ebrei orientali da parte dei loro connazionali più fortunati e ricchi, secondo il sionismo "filantropico" di Leon Pinsker, o all'opposto come riscatto dell'ebreo occidentale dalla miseria morale dell'assimilazione e riscoperta dell'autentica identità ebraica impersonata dall'ebreo orientale, secondo il comunista tedesco Moses Hess e il sionista ungherese Max Nordau.
L'idealizzazione dell'identità ostjüdisch fu ancora più radicale negli scritti degli esponenti del sionismo "spirituale" (o culturale) come Achad Ha'am, che accusò i leader del sionismo "politico", compreso Nardau, di essere imbevuti di una «cultura straniera», estranea alle radici profonde dell'ebraismo. Anche Nathan Birnbaum rimproverava all’ebraismo occidentale di essere privo di una cultura originale e autonoma. Birnbaum, cui è spesso attribuita la paternità della parola "Ostjude" oltreché della parola "sionismo", aveva invertito l'ordine liberale delle priorità, chiedendo l'emancipazione dell'ebraismo orientale da quello occidentale; contrapponendosi esplicitamente al tentativo del sionismo di "trascendere" l'identità ebraica-orientale, Birnbaum si fece promotore dell'uso della lingua yiddish e negli ultimi anni della sua vita si avvicinò a posizioni religiose ortodosse.
Secondo il sociologo Zygmunt Bauman, questa idealizzazione dello Ostjude da parte degli ebrei tedeschi poteva a volte avvalersi di temi e toni dell'ormai dilagante nazionalismo völkisch – dal riferimento al sangue, al suolo, al radicamento nella comunità etnica, sino all'esaltazione della virilità e del coraggio: «Ancora una volta, gli ebrei orientali si trasformano in un mito interpretato secondo le più recenti preoccupazioni dei loro civilizzati fratelli occidentali».

### Joseph Roth,Ebrei erranti

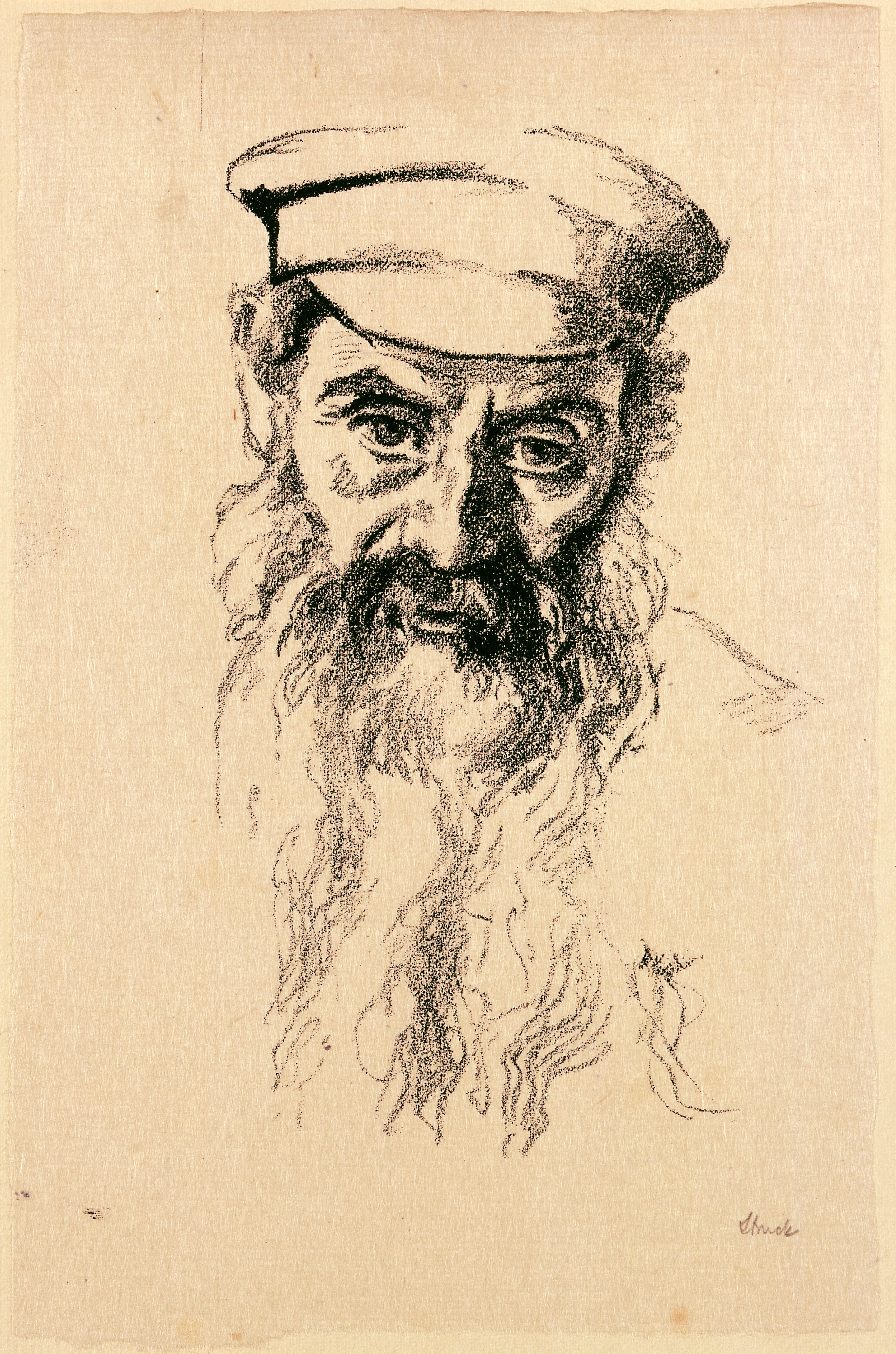
Hermann Struck, Alter Jude (Białystok), litografia dal portfolio Skizzen aus Russland. Ostjuden 1916 circa

Una testimonianza e una riflessione sulle condizioni di vita degli ebrei orientali si trovano nel saggio di Joseph Roth, Juden auf Wanderschaft ("Ebrei erranti") del 1927. Roth, egli stesso ebreo orientale trapiantato a Vienna, afferma di voler trattare il «problema ebraico orientale» offrendo un ritratto degli uomini che lo costituiscono e delle situazioni che lo determinano, nella «folle speranza che esistano ancora lettori davanti ai quali non sia necessario difendere gli ebrei orientali»:
Roth offre una descrizione simpatetica delle sofferenze sopportate dagli ebrei dell'Europa orientale («L'ebreo orientale non vede la bellezza dell'Oriente. Gli hanno vietato di vivere nei villaggi, ma anche nelle grandi città. È in strade luride e case cadenti che dimorano gli ebrei. Il vicino cristiano li minaccia. Il padrone li bastona. Il funzionario li fa arrestare. L'ufficiale gli spara addosso impunemente») e della loro spinta all'emigrazione verso occidente («Dai giornali, dai libri e dagli emigranti ottimisti egli sente dire che l'Occidente sarebbe un paradiso»).
Le pagine sulla vita nello shtetl, il villaggio ebraico dell'Europa orientale, sono volte a far emergere, oltre alla miseria e alla chiusura patriarcale autoritaria, anche «la sconfinata vastità dell'orizzonte, la ricchezza del materiale umano, l'umanità autentica e intatta», cioè i valori dello shtetl come utopia della comunità da contrapporre al disagio della società occidentale. Ebrei erranti è anche un grido di allarme contro le illusioni dell'assimilazione, che racconta il declino dell'ebraismo orientale e la sua dissoluzione in Occidente: «Rinunciarono a se stessi. Si smarrirono. La loro malinconica bellezza li abbandonò e sulle schiene ricurve si depositò, grigio strato di polvere, una mestizia senza senso e un cruccio meschino e privo di ogni tragicità».
Nella prefazione alla seconda edizione del 1937, Roth osserva che il titolo del libro non si riferisce più solo al profugo ebreo dell'Europa dell'Est, ma anche all’ebreo tedesco autoctono, che è ormai «ancora più senza patria e ancora più indifeso di quanto non lo fosse, solo pochi anni addietro, il suo cugino di Łódź». Quando il libro fu scritto «si trattava semplicemente di indurre ebrei e non ebrei dell'Europa occidentale a un po' di comprensione per la triste situazione degli ebrei orientali», perché «[è] un fatto – spesso ignorato – che anche gli ebrei possono avere istinti antisemiti». Ora si tratta di affrontare il nuovo problema degli ebrei occidentali in fuga dalle persecuzioni naziste, privi di passaporto o di visto di ingresso: «E cos'è un uomo senza documenti? Meno di un documento senza l’uomo!» Roth, che nel 1933 aveva abbandonato Berlino per rifugiarsi a Parigi, lamenta la mancanza di «un'associazione per la protezione degli uomini che sia disposta a portare i nostri compagni senza passaporto e senza visto nel paesi da questi agognato?».